# Duttaphrynus manipurensis
Duttaphrynus manipurensis es una especie de anfibio anuro de la familia Bufonidae.

## Distribución geográfica
Esta especie es endémica de Manipur en la India. Se encuentra en el distrito de Chandel.

## Etimología
El nombre de la especie está compuesto de manipur y del sufijo latino -ensis que significa "que vive, que habita", y le fue dado en referencia al lugar de su descubrimiento.

## Publicación original
- Mathew & Sen, 2009: Studies on little known amphibians of Northeast India. Records of the Zoological Survey of India Occasional Papers, vol. 293, p. 1-64.[2]